# Palazzo Nazionale (Haiti)

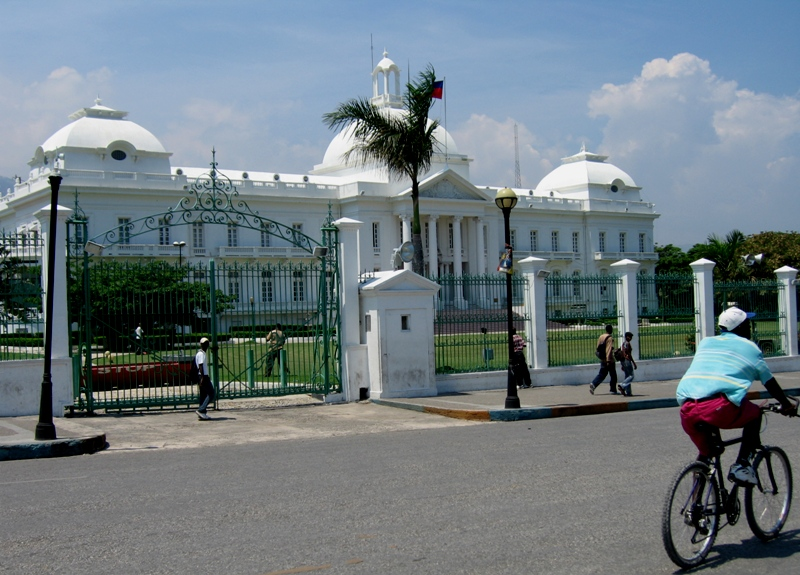
Il Palazzo Nazionale nel 2006

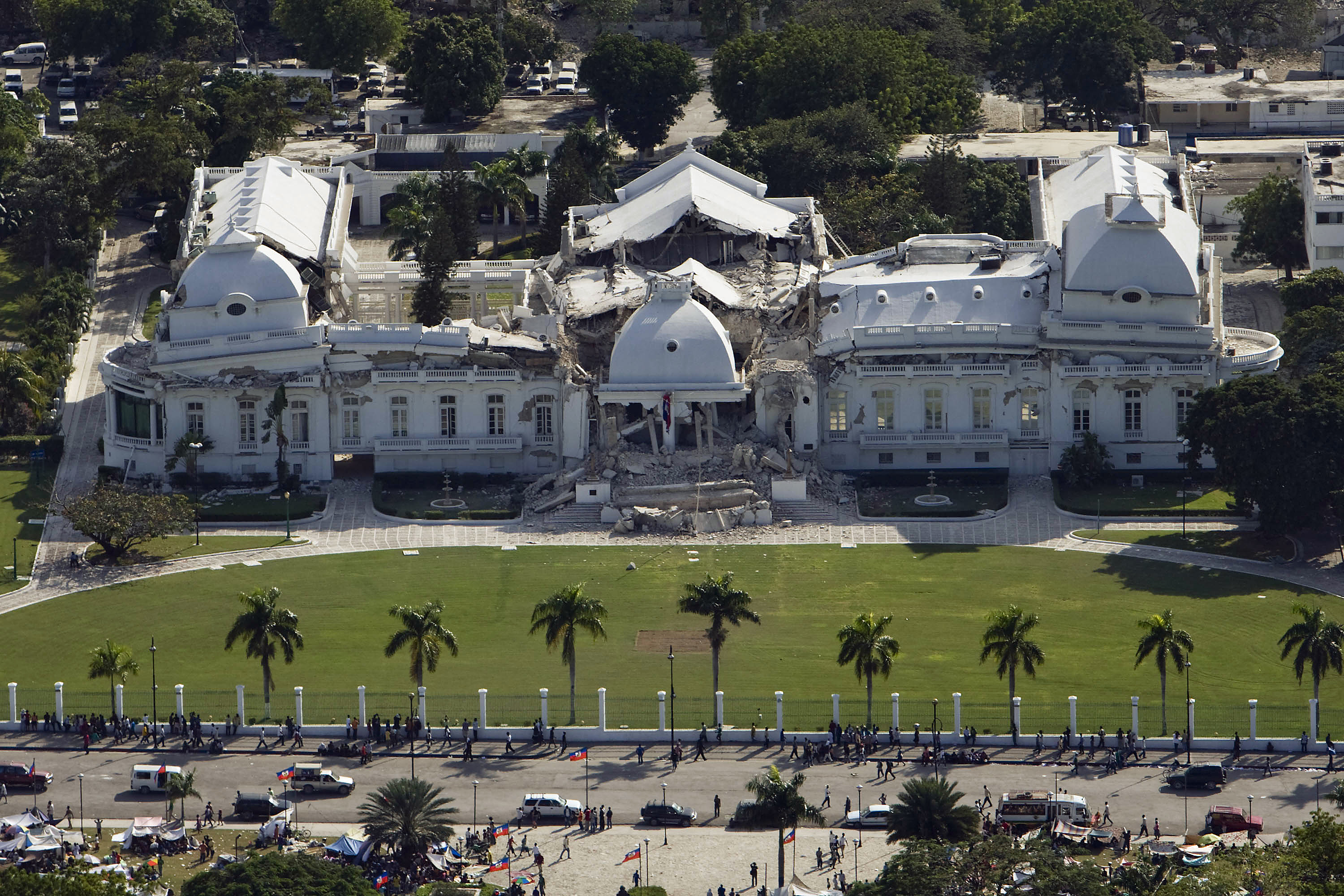
Il Palazzo Nazionale dopo il terremoto del 12 gennaio 2010

Il Palazzo Nazionale era un edificio situato nella capitale di Haiti, Port-au-Prince, ed era la residenza ufficiale del presidente della Repubblica. È stato gravemente danneggiato dal terremoto del 2010, e demolito successivamente.

## Storia
L'immediato predecessore dell'edificio venne distrutto da una violenta esplosione nel 1912, che uccise l'allora presidente Cincinnatus Leconte ed alcune centinaia di suoi soldati. Un altro, precedente, edificio venne distrutto da una rivolta nel 1869. L'edificio venne edificato nel 1918 su progetto di Georges Baussan, importante architetto haitiano del periodo.
Come gli altri edifici pubblici della capitale, il Palazzo seguiva le linee dell'architettura neorinascimentale francese. Alto due piani, al centro mostrava quattro colonne ioniche che reggevano un timpano.
Il palazzo era dotato di tre cupole, una con lanterna, alcuni oculi, ed era interamente bianco.
Il 12 gennaio 2010 è stato duramente lesionato da un sisma di magnitudo 7 che ha colpito l'isola: almeno una cupola è collassata sui due piani sottostanti, e quella centrale è franata in avanti, distruggendo le colonne ed il portico d'entrata. Il governo haitiano del presidente Michel Martelly ha declinato un'offerta della Francia per ricostruire il palazzo, affidando invece alla J/P Haitian Relief Organization, una organizzazione no profit fondata dall'attore Sean Penn, il compito di demolirlo completamente, operazione effettuata negli ultimi mesi del 2012.
Da allora il Paese è rimasto privo di un palazzo presidenziale: Martelly e i suoi successori hanno infatti optato per risiedere in abitazioni private scelte individualmente.
Il 19 aprile 2017 il presidente Jovenel Moïse annunciò la costituzione di un pool di ingegneri e architetti incaricati di progettare la ricostruzione del palazzo, mantenendosi fedeli all'aspetto originario dell'esterno, ma ridisegnando gli interni in chiave più moderna. Il proposito non ha però avuto seguito, anche per via del successivo assassinio di Moïse.